# 進士
進士（しんし）とは、隋から北宋中期にかけての科挙の六科の一つ。王安石の改革で進士科以外が廃止された後は、科挙の登第者（合格者）を指し、以降の南宋から清まで続いた制度である。

## 進士科
隋代の初めに科挙が開始されたが、605年に進士科が設けられた。隋・唐の時代は進士科と明経科で試験が別になっていた。明経科では儒学の知識と時務策のみであったが、進士科ではこれに詩賦が加わった。
進士科は試験が最も難しく、1回に採られる人数は2～30人と明経科の十分の一であったため、最も重んじられ、地位は他の科よりも高かった。「明経科は30歳でも年寄り、進士科は50歳でも若い方」という言葉はいかに進士科が難関であったかを示している。

## 王安石の改革以後
宋の科挙制度も開始時は進士・明経その他の科が設けられていたが、王安石の改革で明経などの諸科が廃止されて、進士科一科となった。元で科挙が開始された時も進士科のみで、明・清もそれを受け継いだ。そのため科挙の登第者のことを進士と称するようになった。
明清では殿試で選ばれた登第者は三甲に分けられた。一甲は状元・榜眼・探花の3名で「進士及第」と称し、二甲は若干名（清では一般に40-50名）で「進士出身」と称し、それ以外の三甲(清では一般に100-300名)は「同進士出身」と称した。世間の人々はそれらをまとめて進士と呼んだのである。